# L'aculeo della morte
L'aculeo della morte (死の棘?, Shi no toge) è un film del 1990 diretto da Kōhei Oguri, vincitore del Grand Prix Speciale della Giuria al 43º Festival di Cannes.

## Trama
Dramma coniugale nel Giappone degli anni '50. Quando Miho scopre che il marito la tradisce da anni, decide di non servirlo più, lo tormenta con continui interrogatori in presenza di due figlioletti, alternati a lunghi silenzi e a tentativi di suicidio cui il consorte replica allo stesso modo. Entrambi finiscono per estraniarsi dal mondo, tra le mura di una clinica dove la cura del sonno diventa l'unica desolata possibilità di convivenza.

## Riconoscimenti
- Festival di Cannes 1990: Grand Prix Speciale della Giuria e Premio FIPRESCI